# Oribotritia succinta
Oribotritia succinta är en kvalsterart som beskrevs av Wojciech Niedbała 1998. Oribotritia succinta ingår i släktet Oribotritia och familjen Oribotritiidae. Inga underarter finns listade i Catalogue of Life.